# Tetragonula sirindhornae
Tetragonula sirindhornae är en biart som först beskrevs av Michener och Boongird 2004.  Tetragonula sirindhornae ingår i släktet Tetragonula och familjen långtungebin. Inga underarter finns listade i Catalogue of Life.